# Angus Mengsk
Angus Mengsk en un personaje del videojuego Starcraft. Aunque nunca aparecerá en el juego, es un personaje muy influyente y muy importante en el desarrollo previo de la historia del videojuego, lo que ayuda a entender muchas de las cosas que suceden posteriormente.
Angus era el líder del planeta Korhal, un planeta muy próspero y con grandes avances tecnológicos, perteneciente al inmenso mundo confederado. Sin embargo, poco a poco la relación entre el mundo confederado y el mundo de Korhal fue empeorando, hasta el punto en el que Angus declaró la guerra a la confederación e inició una revuelta contra ellos.
La Confederación no podía evitar que una de las colonias más influyentes se revelara, por lo que centró la mayoría de sus tropas militares en el conflicto con Korhal. La batalla fue ardua y sangrienta. Un grupo de 3 fantasmas espiaron a Angus y a su familia y en un momento inesperado, actuaron. Angus fue decapitado (su cabeza es todo un paradero desconocido) y su familia también fue asesinada, excepto Arcturus Mengsk. El fantasma que decapitó a Angus fue Sarah Kerrigan, que luego se alió con Arcturus dentro de la facción Hijos de Korhal.
- Datos: Q5676863